# Leo Howard
Leo Howard (Newport Beach, Orange megye, Kalifornia, 1997. július 13. –) amerikai színész, harcművész, rendező.
Legismertebb alakítása Jack Brewer a 2011 és 2015 között futó Harcra fel! című sorozatban.
A fentiek mellett a Freakish című sorozatban is szerepelt.

## Fiatalkora
Leo Howard 1997. július 13-án született a kaliforniai Newport Beachen. Édesanyja Randye Howard, édesapja Todd Howard. Szülei hivatásos kutyatenyésztők. Apja angol és skót-ír származású, anyja pedig askenázi zsidó (orosz és osztrák családból származik).

## Pályafutása
Howard négyéves korában elkezdett érdeklődni a harcművészet iránt, amikor szülei beíratták egy kaliforniai dojóba. Hétéves korában elmondta édesanyjának, hogy színész szeretne lenni. 2005-ben debütált színészként, az USA Network Monk – A flúgos nyomozó című sorozat egyik epizódjában. 2010 júniusában főszerepet kapott a Disney XD Harcra fel! című sorozatában.

## Filmográfia

### Filmek
| Év   | Magyar cím                 | Eredeti cím                      | Szerep             | Magyar hang     |
| ---- | -------------------------- | -------------------------------- | ------------------ | --------------- |
| 2016 |                            | You're Gonna Miss Me             | Mav Montana        |                 |
| 2014 |                            | Andron                           | Alexander          |                 |
| 2011 | Conan, a barbár            | Conan the Barbarian              | Conan fiatalon     | Czető Ádám      |
| 2010 |                            | Logan                            | Logan Hoffman      |                 |
| 2009 | A kukorica gyermekei       | Children of the Corn             | további hangok     |                 |
| 2009 | Csodakavics                | Shorts                           | Laser Short        | Komáromi Patrik |
| 2009 | G. I. Joe: A kobra árnyéka | G.I. Joe: The Rise of Cobra      | Kígyószem fiatalon |                 |
| 2009 |                            | Aussie and Ted's Great Adventure | Eric Brooks        |                 |

### Televíziós szerepek
| Év         | Magyar cím                                      | Eredeti cím                             | Szerep        | Megjegyzések                                             |
| ---------- | ----------------------------------------------- | --------------------------------------- | ------------- | -------------------------------------------------------- |
| 2020       | A visszatérők                                   | The 100                                 | August        | 1 epizód                                                 |
| 2019–      | Legacies – A sötétség öröksége                  | Legacies                                | Ethan         | főszereplő                                               |
| 2019       |                                                 | Why Women Kill                          | Tommy Harte   | főszereplő                                               |
| 2018       | Dél-kaliforniai diéta                           | Santa Clarita Diet                      | Sven          | 2 epizód                                                 |
| 2016–2017  |                                                 | Freakish                                | Grover Jones  | főszereplő                                               |
| 2016, 2017 | Egy videójátékos majdnem mindenre jó kézikönyve | Gamer's Guide to Pretty Much Everything | –             | 2 epizódot rendezett                                     |
| 2016       |                                                 | Major Crimes                            | Gabe Young    | 1 epizód: Present Tense                                  |
| 2015       | Laborpatkányok                                  | Lab Rats                                | Troy West     | 1 epizód: Bionikus akcióhős                              |
| 2013       | Indul a risza!                                  | Shake It Up                             | Logan Hunter  | mellékszereplő                                           |
| 2011–2015  | Harcra fel!                                     | Kickin' It                              | Jack Brewer   | főszereplő magyar hangja Czető Ádám 1 epizódot rendezett |
| 2011       |                                                 | PrankStars                              | önmaga        | 1 epizód: Stick it to Me                                 |
| 2009–2010  | Zeke és Luther                                  | Zeke & Luther                           | Hart Hamlin   | 2 epizód                                                 |
| 2009–2011  |                                                 | Leo Little's Big Show                   | Leo Little    | főszereplő                                               |
| 2005       | Monk – A flúgos nyomozó                         | Monk                                    | karate gyerek | 1 epizód: Mr. Monk ismét hazatér                         |